# Varga Lajos (segédpüspök)
Varga Lajos Miklós (Budapest, 1950. december 5. –) Váci segédpüspök.

## Pályafutása
A budapesti Piarista Gimnáziumban érettségizett. Az Országos Könyvtártudományi és Módszertani Központban 1973-ban egyházi könyvtárosi tanfolyamot végzett.1974-ben az Egri Érseki Hittudományi Főiskolán szerzett abszolutóriumot a Váci egyházmegye papnövendékeként, majd ugyanebben az évben június 23-án pappá szentelték Vácott. 1979-ben szerzett teológiai doktorátust a budapesti Hittudományi Akadémián.
1974–1985 között a Váci egyházmegye plébániáin teljesített szolgálatot: először Dunakeszi-főplébánián, majd 1975-től Újpest-főplébánián, 1976-tól Hatvan Újvárosban (más forrás szerint Abonyban), 1978-tól 1985-ig pedig Vác-Alsóvárosban szolgált káplánként.
1978-tól egészen 1995-ig a Váci Egyházmegyei Könyvtár és a Püspöki Levéltár vezetője volt. 1985–1993 között püspöki titkár. 1991-1996-ig az Országos Katolikus Gyűjteményi Központ levéltári és könyvtári szakreferense, közben tereskei címzetes apáti kinevezést kapott. 1992–1995-ig az Egri Érseki Hittudományi Főiskola váci levelező tagozatának igazgatója, az Ars Sacra (a keresztény művészet története) tanára. 1993–1995 között a Váci Püspökség irodaigazgatója és az Egyházmegyei Kincstár és Gyűjtemény igazgatója.
1995-től 2006-ig plébános Pásztón és kerületi esperes. Eközben 1996-1997 között Rómában a Gregoriana Pápai Egyetem Egyháztörténeti Fakultásán egyháztörténeti tanulmányokat folytatott. 2004-től a Váci Egyházmegyei Könyvtár és a Püspöki Levéltár prefektusa. 2005-től a Váci Egyházmegyei Történeti Bizottság elnöke. 2005–2006 között az Egri Érseki Hittudományi Főiskola váci előkészítő évfolyamán az Ars Sacra tanára, az Apor Vilmos Katolikus Főiskola óraadója volt.

### Püspöki pályafutása
XVI. Benedek pápa 2006. május 27-én kinevezte a Váci egyházmegye segédpüspökévé és a Sicca Veneria címzetes püspöki címet adományozta neki. Július 15-én szentelték püspökké a váci székesegyházban. Jelmondata: „Speculator Semper In Alto Stat”, ami azt jelenti, hogy „Az őr mindig kiemelkedő ponton áll”.
2006. augusztus 1-jétől Vác-Alsóváros és Kosd plébánosa, szeptember 1-jétől általános helynök és Vác-Hétkápolna templomigazgatója, december 1-jétől Vác-Szent Kereszt plébánosa.
2006-tól az Országos Katolikus Gyűjteményi Központ igazgatója.

### Kitüntetése
- A Magyar Érdemrend tisztikeresztje (2017)

## Művei
- Bűnbánati liturgia gyermekeknek (Dúl Gézával együtt). In: Teológia 1974/2. 130-132p.
- Magyar Katolikus almanach 1984. (szerk. munkatárs). Budapest, 1984
- A bűnbánattartás lélektani és lelkipásztori szempontból. In: Teológia 1985/3 168-171p.
- A magyarországi katolikus egyház levéltári anyagának fondjegyzékei (Plébániai levéltárak „B”).(Szerk. munkatárs). Budapest, 1987
- A Váci Egyházmegyei Könyvtár. In: Pest Megyei Könyvtáros 1988/2 14-20p.
- Az ecsegi Szent Kereszt Céh iratai. In: Katolikus Egyháztörténeti Konferencia. Keszthely 1987, Budapest 1989
- A 18. századi katolikus oktatás történeti forrásai. In: Iskola-egyház-művelődés-. Iskolatörténeti források az egyházi levéltárakban. Budapest, 1990
- Fejér Ferenc (szerző), Varga Lajos (lektor): Vác műemlékei képekben, Szerzői kiadás, Budapest, 1992
- Rusvay Tibor–Varga Lajos: A XVII. század eleji Vác történetének egyik forrása; Váci Múzeum Egyesület, Vác, 1992 (Váci füzetek, 1. 52p.)
- Nováczky András Endre váci egyházmegyés pap bécsi kapcsolatai és könyvgyűjteménye. In: Magyarok Kelet és Nyugat metszésvonalán. Nemzetközi történsz konferencia előadásai. Esztergom, 1994. 379-385p.
- Mindszenty József bíboros, hercegprímás, esztergomi érsek és dr. Pétery József váci püspök együttműködése. In: In ministerio. Nemzetközi történész konferencia előadásai 1995. május 24-26. Esztergom, 1996. 95-102p.
- A curia romana és a Vatikáni Levéltár. In: Magyarországi Levéltárosok Egyesülete konferenciája Nyíregyháza 1997. augusztus 27. Nyíregyháza, 1998. 55-61p.[2]
- Varga Lajos–Sándor Frigyes: A Váci Egyházmegye történeti földrajza; Váci Egyházmegyei Hatóság, Vác, 1997[2][3]
- A 14. századi német misztika. In: Vigilia 64. évf. 199/2. 113-118p.
- Adatok a pásztói plébánia történetéhez. Küzdelem a totális diktatúra ellen. In: Magyar Egyháztörténeti Vázlatok 1999/1-2. 203-224p.
- Malmok a pásztói egyház szolgálatában. In: Nógrád Megyei Múzeumok Évkönyve 26. köt. Balassagyarmat-Salgótarján, 2002. 81-104p.
- A pásztói hívek kapcsolata a templommal és a lelkipásztorral a XV. századtól napjainkig. In: uo. 389-395p.
- Rátót nembéli Mátyás [esztergomi érsek élete]. In: Esztergomi érsekek 1001-2003. Budapest 2003. 104-105p.
- Báncsa nembéli I. István [esztergomi érsek élete]. In: uo. 106-111p - Szalkai I. László [esztergomi érsek élete]. In: Uo. 234-249p.
- Dunakeszi egyháztörténetének vázlatos ismertetése. Dunakeszi 2004. 27p.[2]
- A pásztói plébánia története. 2007[3]
- Varga Lajos–Vámosi László: A váci Karolina-kápolna és a vincés nővérek zárdája építésének százéves jubileumára; Vác-alsóvárosi Plébánia Hivatal, Vác, 2012